# Erika Marozsán

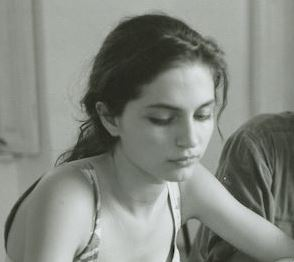
Marozsán (1993)

Erika Marozsán (* 3. August 1972 in Újfehértó) ist eine ungarische Schauspielerin.

## Leben und Karriere
Erika Marozsán wollte ursprünglich Ballett-Tänzerin werden und besuchte rund zehn Jahre lang das Ballettinstitut Budapest. Anschließend ließ sie sich an der Akademie für Film und Schauspiel Budapest bis 1995 zur Schauspielerin ausbilden. Kurz danach wurde sie Mitglied des Ensembles des Új Színház (Neues Theater) in Budapest und spielte in Stücken wie Die Dreigroschenoper und Der Prinz von Homburg. Von dort wechselte sie an das Theater Kaposvár, an dem sie seither spielt.
Ihre erste Filmrolle spielte Marozsán in dem ungarischen Erfolgsfilm Béketárgyalás, avagy az évszázad csütörtökig tart (Friedensverhandlungen oder dieses Jahrhundert dauert nur bis Donnerstag), der 1989 fertiggestellt wurde. Sie spielte zunächst hauptsächlich in ungarischen Filmen. Um international voranzukommen, lernte sie am Goethe-Institut die deutsche Sprache, die sie akzentfrei spricht.
Seit ihrem Erfolg in dem Film Ein Lied von Liebe und Tod – Gloomy Sunday (1999), in dem sie an der Seite von Joachim Król, Ben Becker, Stefano Dionisi und Sebastian Koch die Hauptrolle der Ilona spielte, dreht sie überwiegend im Ausland. Sie wirkte in zahlreichen deutschen Fernsehspielen mit, aber auch in US-Produktionen, wie zum Beispiel an der Seite von Tom Berenger im Actionfilm Sniper 2 (2002) oder an der Seite von Morgan Freeman, Greg Kinnear und Radha Mitchell im Filmdrama Zauber der Liebe (2007). Der Kurzfilm One Day Crossing (2000), an dem sie als Teresa mitwirkte, war 2001 für den Oscar nominiert. Sie spielte außerdem in Kinderfilmen wie zum Beispiel Der zehnte Sommer (2003) mit. 2006 verkörperte sie an der Seite von Heino Ferch und Sebastian Hülk die Sängerin Hayah in der mit dem Lithuanian National Cinema Award ausgezeichneten Kinofilmfassung des Theaterstücks Ghetto von Joshua Sobol.

## Filmografie (Auswahl)
- 1999: Ein Lied von Liebe und Tod – Gloomy Sunday
- 2000: One Day Crossing (Kurzfilm)
- 2001: Das Traumschiff: Bermuda
- 2001: Die Katzenfrau (Fernsehfilm)
- 2002: Vienna
- 2002: Der Freund von früher (Fernsehfilm)
- 2002: Sniper 2
- 2003: Der zehnte Sommer
- 2003: Der Poet (The Poet)
- 2004: Mein Vater, meine Frau und meine Geliebte (Fernsehfilm)
- 2004: Rosenhügel
- 2004: Der Bestseller – Wiener Blut
- 2005: Tote leben länger (Fernsehfilm)
- 2005: Solidarity. (Kurzfilm)
- 2005: Speer und Er
- 2006: Ghetto
- 2007: Zauber der Liebe (Feast of Love)
- 2007: The Company – Im Auftrag der CIA (The Company, Miniserie, Folge 1x01)
- 2008: Das jüngste Gericht (Fernsehfilm)
- 2010: Jud Süß – Film ohne Gewissen
- 2010: Schlaflos in Oldenburg (Fernsehfilm)
- 2011: Inga Lindström: Frederiks Schuld
- 2013: Quellen des Lebens
- 2013: Ein Sommer in Ungarn (Fernsehfilm)
- 2014: Besser als Nix
- 2015: Ich will dich (Fernsehfilm)
- 2018: Paraziták a Paradicsomban (Kinofilm)
- 2020: SOKO Stuttgart (Fernsehserie, Folge Herz-Dame)
- 2020: Die Chefin (Fernsehserie, Folge Verzockt)
- 2022: Meine Tochter, Kreta und ich (Fernsehfilm)
- 2023: Am Ende wird alles sichtbar
- 2024: Helen Dorn: Todesmut (Fernsehreihe)
- 2024: Fekete pont